# پفورتسن
پفورتسن (به آلمانی: Pforzen) یک شهر در آلمان است که در استالگوی واقع شده‌است.